# SpVgg Ottenau
Die Sportvereinigung Ottenau e.V. ist ein deutscher Sportverein mit Sitz im Stadtteil Ottenau der baden-württembergischen Stadt Gaggenau im Landkreis Rastatt.

## Geschichte

### Fußball

#### Erste Jahre in den höchsten Amateurligen
Auf Anordnung der französischen Besatzungsverwaltung wurden der "Turnerbund Ottenau" gegr. 1886 und der "Fußballverein Ottenau" gegr. 1922 im Jahr 1946 in der neuen Sportvereinigung zusammengeschlossen. Die Fußball-Abteilung spielte dann in der Saison 1946/47 in der damals zweitklassigen Oberklasse Südbaden und belegte in der Staffel West mit 19:13 Punkten den vierten Platz, was für den Klassenerhalt ausreichen sollte. Zur nächsten Saison hieß die Spielklasse dann Landesliga und wurde eingleisig, hier belegte die Mannschaft dann mit 26:18 Punkten den sechsten Platz. Ab der Saison 1950/51 wurde die Liga dann drittklassig und in 1. Amateurliga Südbaden umbenannt. Nach dieser Saison musste die Mannschaft dann allerdings auch mit 10:50 Punkten über den 15. Platz in die 2. Amateurliga absteigen.

#### Heutige Zeit
In der Saison 2003/04 spielte die Mannschaft in der Bezirksliga Baden-Baden und belegte dort mit 38 Punkten den achten Platz. Nach der Saison 2008/09 landete die Mannschaft mit 59 Punkten auf dem zweiten Platz, was am Ende auch für den Aufstieg reichen sollte. Die Landesliga Südbaden musste die Mannschaft aber bereits nach einer Saison als Letzter mit nur 14 Punkten direkt wieder verlassen. Nach der Saison 2015/16 belegte die Mannschaft in der Bezirksliga dann noch einmal den zweiten Platz und qualifizierte sich für die Aufstiegsrunde zur Landesliga. Nach einem 2:0-Heimsieg und einem 0:0 auswärts beim FV Rammersweier schaffte die Mannschaft dann auch den Aufstieg. Diesmal konnte sich die Mannschaft in der Landesliga halten und belegte am Ende der Saison mit 42 Punkten den neunten Platz. In der Folgesaison reichte es dann aber nur noch mit dem zwölften Platz knapp für den Klassenerhalt und nach der Saison 2018/19 musste das Team mit 24 Punkten als Tabellenletzter erneut wieder absteigen. Somit spielt der Verein mit seiner ersten Mannschaft seit der Saison 2019/20 wieder in der Bezirksliga.

### Tischtennis
Die Tischtennis-Abteilung wurde im Jahr 1957 gegründet. Im Jahr gelang der Aufstieg aus der Verbandsliga in die Badenliga und von dort ein Jahr später auch in die Oberliga. Ein weiteres Jahr später gelang dann auch die Teilnahme an der Aufstiegsrunde zur Regionalliga, der Aufstieg in diese wurde dann aber verpasst. Erst im Jahr 2009 konnte die Mannschaft dann schließlich in die Regionalliga aufsteigen. In dieser konnte sich die Mannschaft dann aber nicht lange halten, stieg dann aber 2012 als Meister der Oberliga wieder auf. Im Jahr 2013 gelang dann gar der Aufstieg in die 2. Bundesliga. Mittlerweile spielt die erste Mannschaft des Vereins in der Badenliga.

## Bekannte Sportler

### Fußball
- Roland Luft (* 1949)
- Adnan Kevrić (* 1970, in der Jugend)

### Tischtennis
- Dietmar Palmi (* 1964)
- Dmitri Wjatscheslawowitsch Masunow (* 1971)
- Álvaro Robles (* 1991)